# Gabbers!
Pour les articles homonymes, voir Gabber.
Pour plus de détails, voir Fiche technique et Distribution.
Gabbers! est un film documentaire néerlandais sorti en 2013. Réalisé par Wim van der Aar, il porte sur la culture gabber.

## Présentation
Gabbers! est un documentaire portant sur la culture gabber dans toute son étendue, depuis son émergence au début des années 1990 jusqu'à sa popularisation puis son retour à l'underground. À partir d'extraits du documentaire de 1995 Loladamusica's et d'interviews de gabbers désormais quadragénaires, il aborde les sujets des soirées et événements, de l'usage de la drogue et de la mode, tous constitutifs de la culture gabber. Il est dédié aux gabbers eux-mêmes, et non aux DJs ou à la musique gabber. Le réalisateur évoque les lieux emblématiques de la scène gabber des débuts qu'ont été le Parkzicht et l'Energiehal, en utilisant également des archives personnelles des personnes interviewées, rendues publiques pour la première fois.

## Distribution
Le film est d'abord diffusé sur la VPRO en décembre 2013. Il est ensuite à l'affiche de festivals sur le film documentaire comme le Festival du cinéma néerlandais d'Utrecht en mars 2014 ou d'autres manifestations, comme l'Amsterdam Dance Event mi-octobre 2014 ou le festival barcelonais In-Edit fin octobre.